# Peter Pan (film, 2003)
Pour les articles homonymes, voir Peter Pan (homonymie).
Pour plus de détails, voir Fiche technique et Distribution.
Peter Pan est un film américain fantastique d'aventure, sorti en 2003, réalisé par P. J. Hogan et écrit par ce dernier et Michael Goldenberg.
Le scénario est inspiré de la pièce de théâtre et du roman Peter et Wendy (dont le titre complet est Peter Pan, ou le garçon qui ne voulait pas grandir), de l'écrivain écossais J. M. Barrie.
Le film est la première adaptation autorisée à l'écran depuis la version animée de Disney de 1953. Hogan et Goldenberg ont obtenu l'approbation du Great Ormond Street Hospital de Londres, qui détenait les droits sur l'histoire de J. M. Barrie. C'est aussi la première adaptation dans laquelle le rôle-titre est incarné par un vrai jeune garçon, Jeremy Sumpter, 13 ans au moment du tournage, alors que les précédents tenants du rôle au théâtre et au cinéma étaient de jeunes femmes.
Le film met en scène Wendy Darling qui vit avec ses parents et ses deux frères, John et Michael, à Londres. Peter Pan vient régulièrement écouter les histoires qu'elle narre à ses frères, sans qu'elle le sache. Une nuit, elle se réveille et l'aperçoit, croyant avoir rêvé. Un soir, alors que ses parents sont sortis, Peter Pan vient récupérer son ombre qu'il a perdue, et emmène Wendy avec ses frères au Pays imaginaire, où leur arrivera alors des aventures : des batailles contre les pirates, la rencontre d'une Indienne, des combats à l'épée et tout un tas d'autres choses extraordinaires. Or Peter Pan ne rêve que d'une chose : rester un garçon à jamais et s'amuser pour toujours ; mais Wendy pense, elle, que la vie leur réserve plein d'autres surprises, et qu'il faut donc grandir pour pouvoir les découvrir. Alors que tout les sépare, Wendy et Peter vont tomber amoureux l'un de l'autre, mais leur entêtement les emmèneront vers un avenir incertain.

## Synopsis
Le film commence sur la voix d'une narratrice inconnue, qui raconte l'histoire. Dans la chambre d'enfants de la maison de la famille Darling, située dans un Londres de l'époque édouardienne, en 1904, la jeune Wendy Darling raconte à ses deux frères cadets, John et Michael, l'histoire de Cendrillon et de Peter Pan. Peter Pan vient régulièrement écouter par la fenêtre les histoires de Wendy. Une nuit, Wendy se réveille et aperçoit Peter, qui s'enfuit aussitôt en laissant derrière lui son ombre mordue et arrachée par Nana, le Saint-bernard femelle de la famille qui sert de gouvernante.
Tante Millicent, considérant Wendy qui va sur ses 13 ans, comme une jeune fille « presque » adulte, conseille à George et Mary Darling, les parents de Wendy, de penser à l'avenir de leur fille, en affirmant que cette dernière devrait passer moins de temps dans la chambre d'enfants et plus de temps avec elle afin de devenir une femme adulte.
À l'école, Wendy rêvasse d'avoir vu Peter Pan dans la nuit et, après avoir été surprise à le dessiner volant au-dessus de son lit, se retrouve en difficulté avec sa professeur, Miss Fulsom, qui envoie dès lors une lettre au père de Wendy à la banque où il travaille, par le biais d'un messager. Tandis que Wendy essaie d'arrêter ce dernier, aidée de la chienne Nana, elle met finalement dans l'embarras son père devant ses supérieurs. En guise de punition, George Darling enchaîne Nana dehors, et déclare furieux qu'il est temps que Wendy grandisse.
La nuit suivante, Peter Pan revient dans la chambre, accompagnée de la fée Clochette, à la recherche de son ombre. Après quelques frayeurs comiques provoquées par Tante Millicent qui a entendu du bruit, Peter est découvert par Wendy, et se présente à elle. Wendy recoud son ombre à Peter et est intriguée par sa capacité à voler et par sa description du Pays imaginaire, pays d'où vient Peter. Peter invite ensuite Wendy et ses frères John et Michael au Pays Imaginaire, où Wendy pourra raconter des histoires à ses amis, les Garçons Perdus. Pour s'y rendre, ils apprennent à voler avec la poussière de fée de Clochette. Au même moment, Nana se libère de sa chaîne après les avoir vu s'envoler hors de la chambre et ramène à la maison George et Mary Darling, qui étaient partis à une soirée. Mais ces derniers arrivent trop tard pour arrêter les enfants, déjà partis. Les enfants Darling survolent Londres puis partent ensemble au Pays Imaginaire.
Le retour de Peter Pan chez lui au Pays Imaginaire, une île mystérieuse située au milieu de nulle part, coïncide avec une soudaine amélioration du climat jusqu'alors hivernal, ce qui alerte l'équipage du navire du capitaine Jacques Crochet, le Galion Noir. Les pirates aperçoivent les enfants dans les nuages en train de les espionner, et leur tirent des boulets de canon, qui ont pour effet d'envoyer Wendy au loin et de faire tomber Michael et John vers l'île en contrebas. La fée Clochette rejoint la cachette des Garçons Perdus (nommés La Guigne, Bon Zigue, Le Frisé, La Plume et les Jumeaux) sous la demande de Peter Pan alors que Wendy est toujours en train de tomber du ciel. Clochette, par jalousie, incite les acolytes de Peter à tirer sur Wendy d'une flèche à l'arc, en leur faisant croire qu'il s'agit d'un oiseau que Peter Pan souhaite tuer. Touchée par une des flèches, Wendy tombe inanimée parmi eux. Les garçons se rendent compte de leur bêtise et, rejoints par Peter Pan, lui confessent que Clochette les a induits en erreur. Pourtant, un miracle se profile face à eux : il s'avère que Wendy n'a pas été tuée par la flèche qui lui était adressée, cette dernière ayant frappé le collier de glands accroché à son cou, précédemment offert par Peter dans la chambre de Wendy. En colère contre sa fée, Peter bannit Clochette et met fin à leur amitié. Lorsque Wendy reprend connaissance, elle rencontre les Garçons Perdus, qui la supplient de leur servir de mère, ce qu'elle accepte. Ils lui bandent les yeux et la conduisent à leur cachette, où elle réalise enfin que ses frères John et Michael ont disparu.
Pendant ce temps, Michael et John rencontrent la princesse amérindienne Lily la Tigresse, mais tous trois sont ensuite capturés par le capitaine Crochet et emmenés au Château des Ombres. Wendy et Peter, partis à leur recherche, visitent les inquiétantes sirènes qui les renseignent au lagon où elles vivent et où Wendy manque de se faire noyer par une des sirènes sans l'intervention de Peter. Au Château des Ombres, Peter rencontre Crochet et tous deux se livrent à un duel à l'épée, combat stoppé lorsque La Bête, un crocodile géant, surgit et tente de dévorer Crochet, dont il a jadis déjà mangé la main et avalé un réveille-matin qui tinte encore dans son corps. Pendant ce temps, tous les enfants en profitent pour s'échapper sains et saufs.
La nuit, après une célébration dans le camp amérindien de Lily la Tigresse, Peter Pan montre à Wendy la maison des fées, et les deux compères partagent une danse romantique dans la forêt en volant. Crochet les espionne puis tombe bientôt sur Clochette seule, triste d'avoir été bannie par Peter, et lui fait en dire plus sur Peter et Wendy. Pendant ce temps, Peter se fâche contre Wendy après qu'elle a tenté d'exprimer ses sentiments naissants pour lui. Ce dernier affirme qu'il ne l'aimera jamais, qu'il ne veut pas grandir pour devenir un homme mais rester un garçon, et lui demande enfin de partir.
Plus tard, aidé par Clochette, Crochet trouve Wendy en train de dormir dans sa maisonnette et l'emporte jusqu'à son navire. Là-bas, il la dissuade de croire que Peter Pan pourrait l'aimer un jour, afin de la rallier à lui, et lui propose de devenir une pirate nommée « Jenny Les Mains Rouges », puis il la relâche. Cependant, il envoie un espion pour la suivre jusqu'à la cachette souterraine des Garçons Perdus et de Peter Pan. Entre-temps, Clochette se retrouve enfermée dans une lanterne sur le navire de Crochet et peine à en sortir. Wendy, en froid avec Peter, affirme être la nouvelle recrue de Crochet, avant d'y renoncer et d'annoncer à ses frères qu'ils doivent rentrer à Londres retrouver leurs parents. Ces derniers affirment commencer à oublier leurs vrais parents et s'apprêtent donc à partir, rejoints par les Garçons Perdus, ce qui contrarie Peter. Avant de partir rejoindre ses frères, Wendy lui laisse une tasse de potion (l'eau qui le maintient jeune) et lui dit de ne pas oublier de la prendre. Wendy, ses frères et les Garçons Perdus quittent la cachette mais sont tous aussitôt capturés par l'équipage de Crochet, qui entre ensuite dans la cachette sans être vu de Peter endormi, pour mettre une goutte de poison dans la potion de Peter.
Peter Pan est sur le point de boire sa potion, mais Clochette, qui s'est finalement échappée un peu plus tôt de sa prison, intervient à temps en buvant le poison à sa place, et meurt. Désespéré, Peter réaffirme sa foi dans les fées, en scandant « Je veux que les fées existent ! », ce qui touchent tous les enfants qui dorment dans le monde, les Darlings endormis chez eux, les Garçons Perdus et même les pirates. Cette action ramène finalement Clochette à la vie. Peter et sa fée partent ensuite au navire de Crochet pour aller délivrer Wendy, ses frères et les Garçons Perdus.
Au Galion Noir, une bataille éclate entre les enfants Darling, les Garçons Perdus et l'équipage du navire, tandis que Crochet, utilisant de la poussière de fée, combat Peter Pan en volant dans un duel acharné à l'épée. Ce dernier nargue Peter en lui disant que Wendy allait bientôt le quitter, tout oublier de lui et se marier avec un autre quand elle serait adulte. Affaibli par ces pensées qui l'attristent et le rendent incapable de se battre, Peter Pan tombe sur le pont du navire, assommé et vaincu. Mais Wendy dupe Crochet afin d'embrasser Peter, un baiser qui provoque l'effet inattendu de redonner toutes ses forces au garçon. Une fois ressaisi, le duel contre Crochet prend une nouvelle tournure dans laquelle Peter prend enfin l'avantage. Crochet finit par perdre son assurance et, vaincu, tombe dans la gueule de La Bête, le crocodile géant qui n'attendait que de pouvoir le manger.
Peter Pan, réconcilié avec Wendy et acceptant à contrecœur de la voir repartir chez elle avec les enfants, prend le commandement du navire recouvert de poussière de fée pour ramener ainsi Wendy, ses frères et les Garçons Perdus à Londres. George et Mary Darling sont ravis du retour de leurs enfants disparus et, dans leur joie, adoptent les Garçons Perdus. Mais l'un d'eux, La Guigne, qui s'était perdu sur le chemin de Londres et est arrivé trop tard, désespère de ne pas avoir été adopté avec ces autres compagnons. Inspirée par Clochette, c'est Tante Millicent qui vient à lui et finalement l'adopte. Avant de repartir en volant par la fenêtre, Peter, bien que triste, promet à Wendy de ne jamais l'oublier et de revenir un jour la voir et réécouter ses histoires, avant de s'envoler dans la nuit en compagnie de Clochette.
La narratrice inconnue, qui n'est autre que Wendy devenue adulte, conclut pourtant qu'elle ne reverra jamais Peter Pan, mais qu'elle continue de croire en lui et raconte son histoire à ses propres enfants et ses petits-enfants, afin que son héritage perdure à jamais.

## Fiche technique
- Réalisateur : P. J. Hogan
- Scénariste : Michael Goldenberg, P. J. Hogan ; d'après J. M. Barrie
- Productrice : Amy Pascal, Lucy Fisher
- Producteur : Patrick McCormick, Douglas Wick
- Coproducteur : Stephen Jones
- Compositeur : James Newton Howard
- Directeurs de la photographie : Donald McAlpine, Ian Thorburn
- Monteur : Garth Craven
- Durée : 113 minutes
- Costumière : Janet Patterson
- Chef décorateur : Roger Ford
- Budget : 130 M$
- Dates de sortie :
  - Russie : 9 décembre 2003 (première)
  - États-Unis : 13 décembre 2003 (première) et le 25 décembre 2003 (sortie nationale)
  - France : 4 février 2004
- Le film est dédié à la mémoire de Dodi Al-Fayed

## Distribution
- Jeremy Sumpter (VF : Olivier Martret ; VQ : Émile Mailhiot) : Peter Pan
- Rachel Hurd-Wood (VF : Joséphine Ropion ; VQ : Catherine Brunet) : Wendy Darling
- Saffron Burrows (VF : Françoise Cadol) : la narratrice (Wendy adulte)
- Jason Isaacs (VF : Bernard Gabay ; VQ : Denis Mercier) : le capitaine Jacques Crochet[N 1] / George Darling
- Lynn Redgrave (VF : Sylvie Genty ; VQ : Anne Caron) : Tante Millicent
- Richard Briers (VF : Jean Lescot ; VQ : Yves Massicotte) : Monsieur Mouche[N 2]
- Olivia Williams (VF : Véronique Desmadryl ; VQ : Anne Bédard) : Mary Darling
- Geoffrey Palmer (VQ : Vincent Davy) : Sir Edward Quiller Couch
- Harry Newell (VF : Maxime Baudouin ; VQ : Alexis del Vecchio) : John Darling
- Freddie Popplewell (VF : Gwenvin Sommier ; VQ : Laurent-Christophe De Ruelle) : Michael Darling
- Ludivine Sagnier (VF : elle-même ; VQ : Michèle Lituac) : la fée Clochette[N 3]
- Carsen Gray : Lily la Tigresse[N 4]
- Kerry Walker : Miss Kate Fulsom, la professeur
- Mathew Waters (en) : le jeune coursier
- Rebel : Nana, le saint-bernard

### Les Garçons perdus
- Theodore Chester : La Guigne[N 5]
- Rupert Simonian (en) (VQ : Nicolas Bacon) : Bon Zigue[N 6]
- Harry Eden : La Plume[N 7]
- George MacKay : Le Frisé[N 8]
- Patrick Gooch : jumeau 1
- Lachlan Gooch : jumeau 2

### Les pirates
- Alan Cinis (en) : Skylights
- Frank Whitten (en) : Starkey
- Bruce Spence : Cookson
- Daniel Wyllie (en) : Alf Mason
- Brian Carbee : Albino
- Don Battee : le pirate géant
- Frank Gallacher (en) : Alsation Fogarty
- Septimus Caton : Noodler
- Jacob Tomuri (en) : Bill Jukes
- Venant Wong : Quang Lee
- Phil Meacham : Bollard
- Darren Mitchell :  Mullins
- Michael Roughan : Cecco

### Autres
- Maggie Dence : Lady Quiller Couch
- Bill Kerr : le guide des fées
- Celeste Macilwaine : un enfant endormi
- Spike Hogan : un enfant endormi
- Patrick Hurd-Wood : un enfant endormi
- Brooke Duncan : un enfant endormi
- Themora Bourne : un enfant endormi
- Alexander Bourne : un enfant endormi
- Bruce Myles : le directeur de la banque
- Maya Barnaby : une sirène
- Tory Mussett : une sirène
- Ursula Mills : une sirène
- Nadia Pirini : une sirène
- Vij Kaewsanan : une sirène
- Janet Strauss : la femme médecin
- Sam Morely et Brendan Shambrook  : le couple de fées

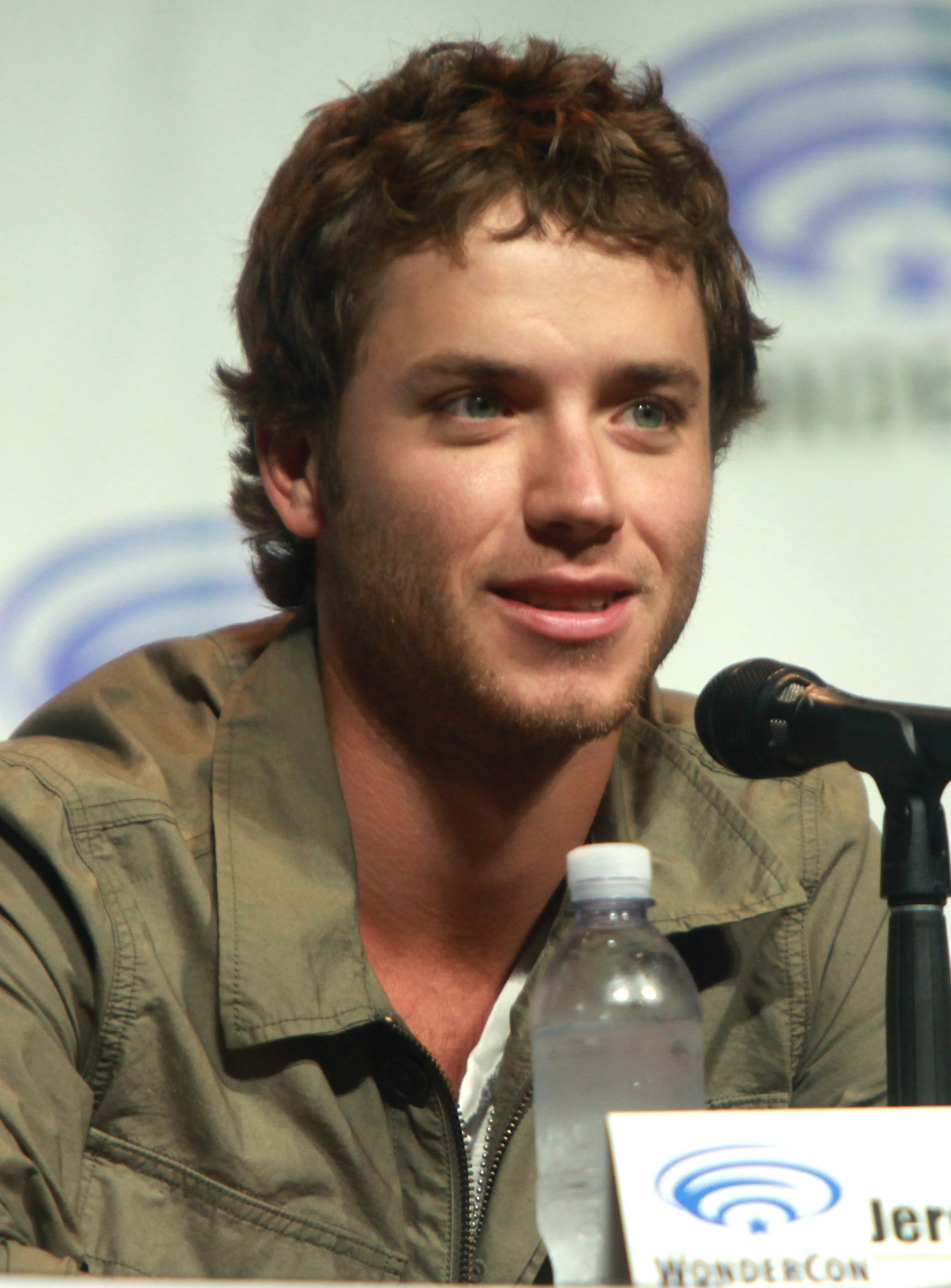
Jeremy Sumpter
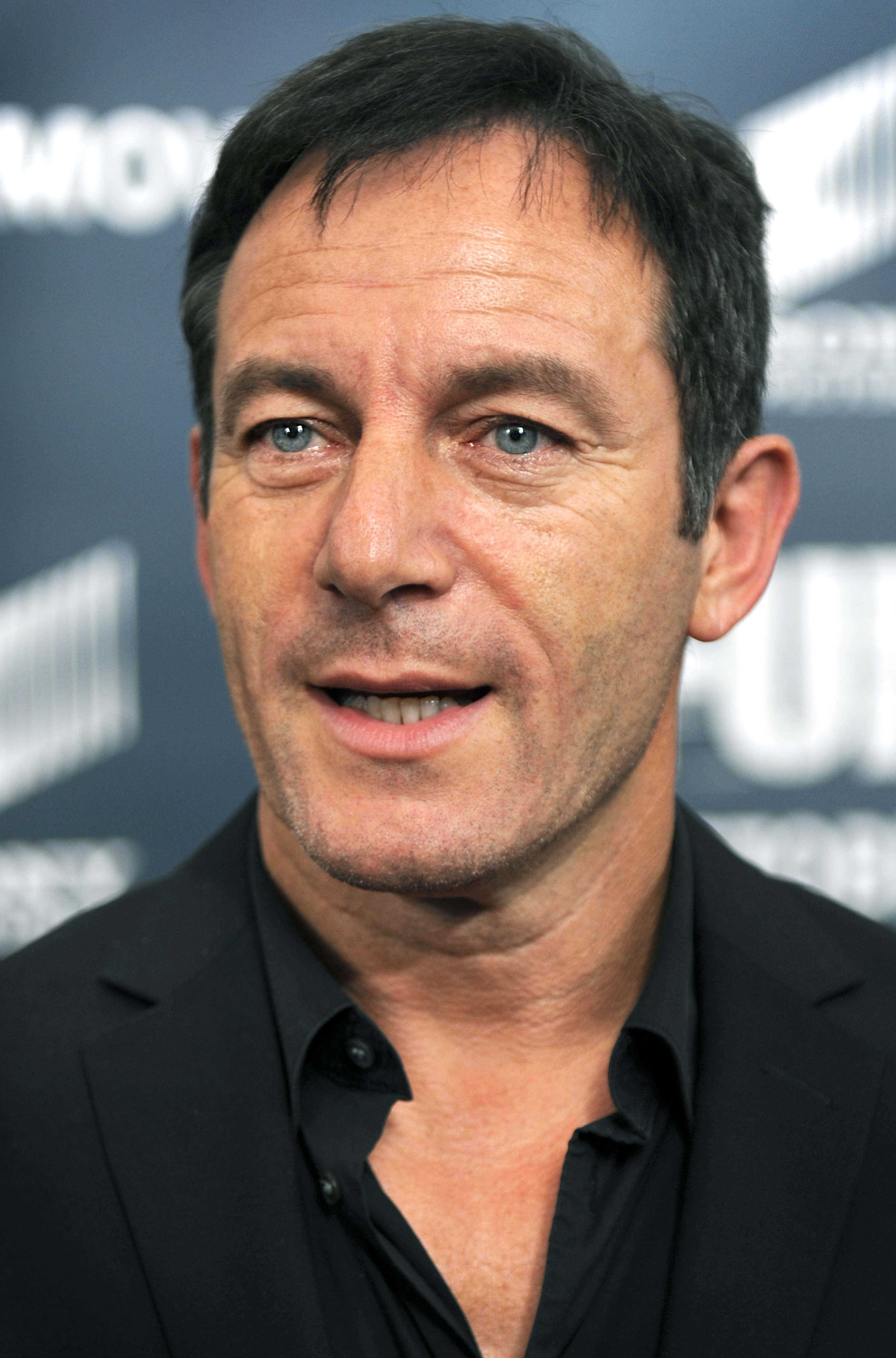
Jason Isaacs
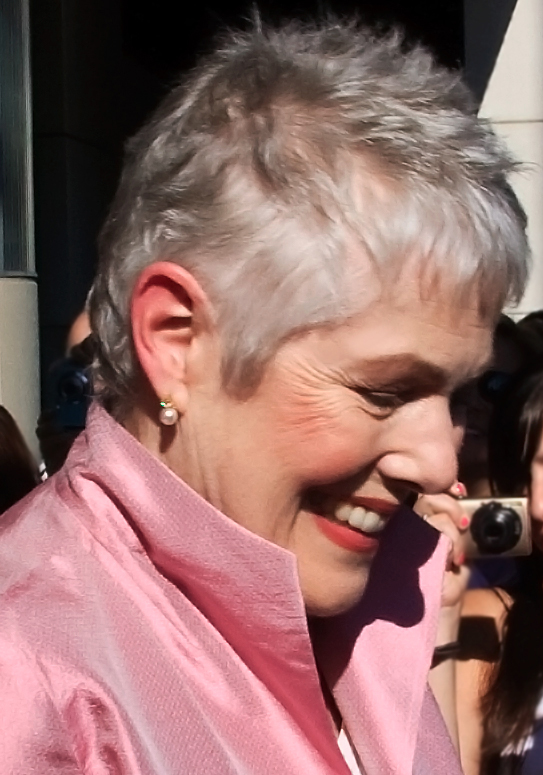
Lynn Redgrave
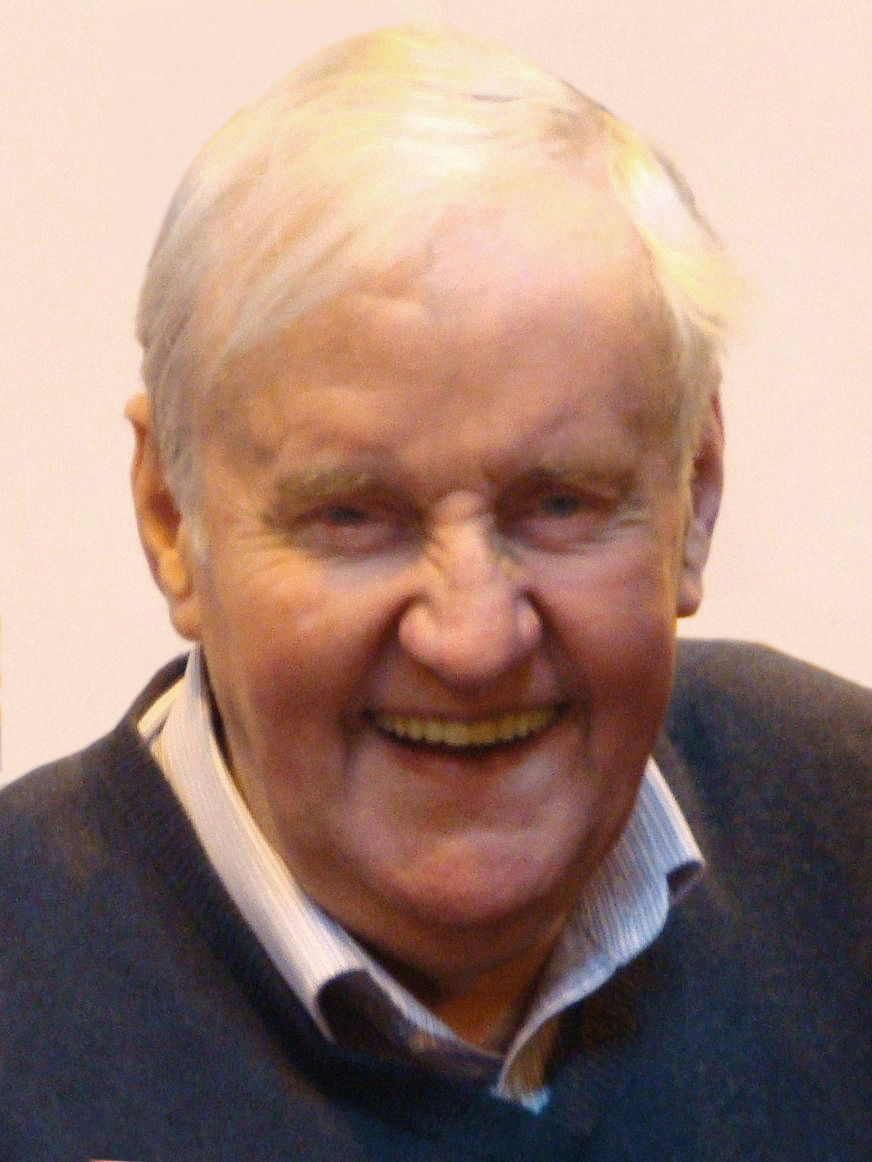
Richard Briers
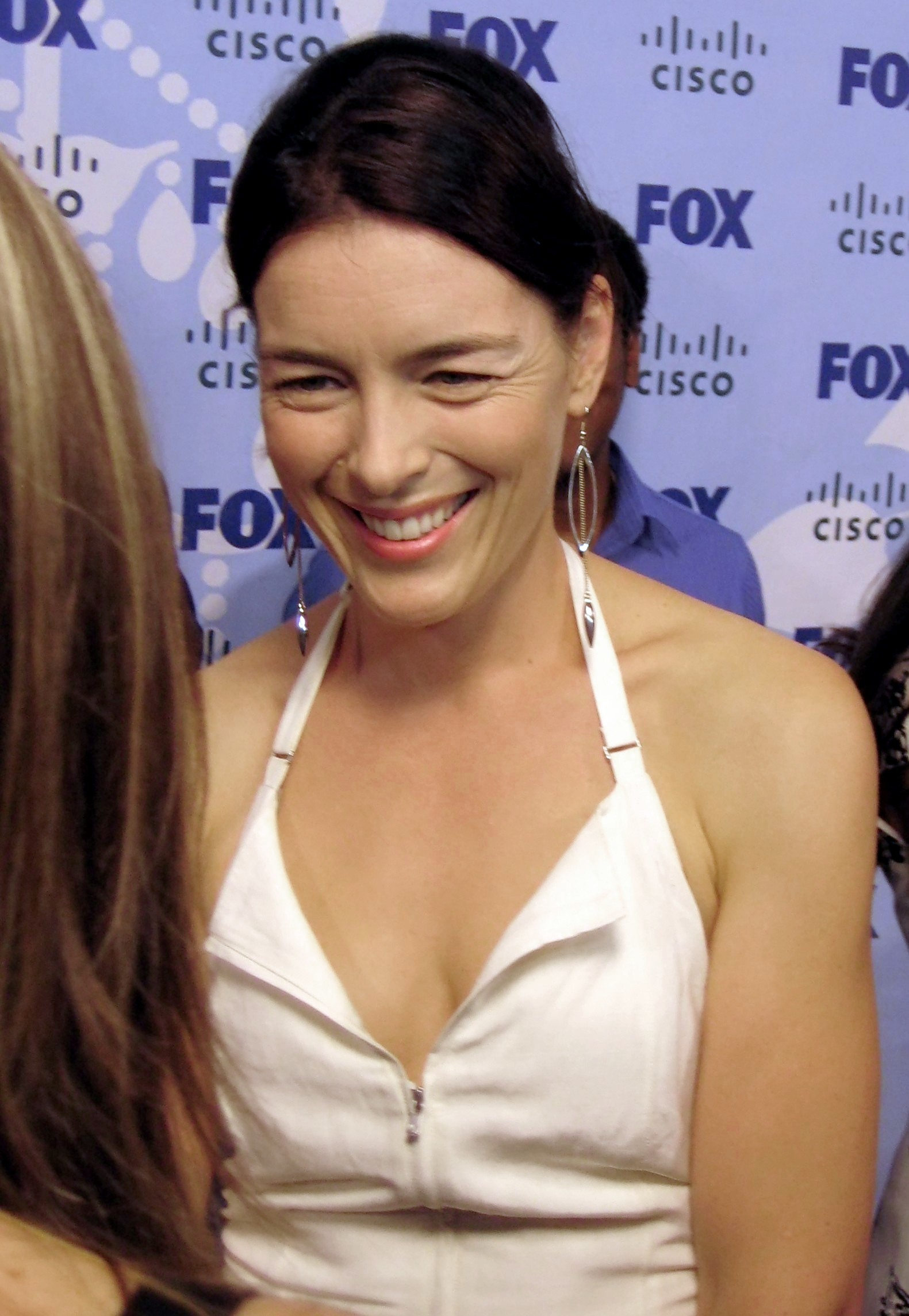
Olivia Williams
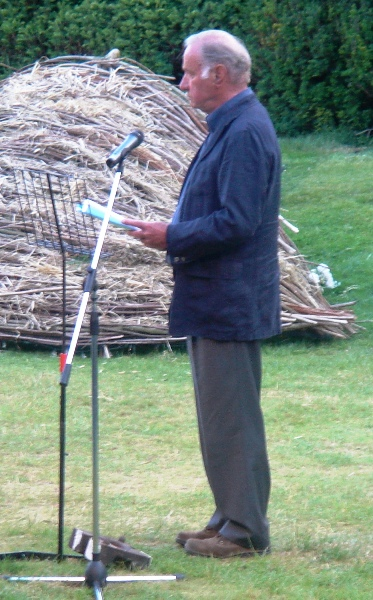
Geoffrey Palmer

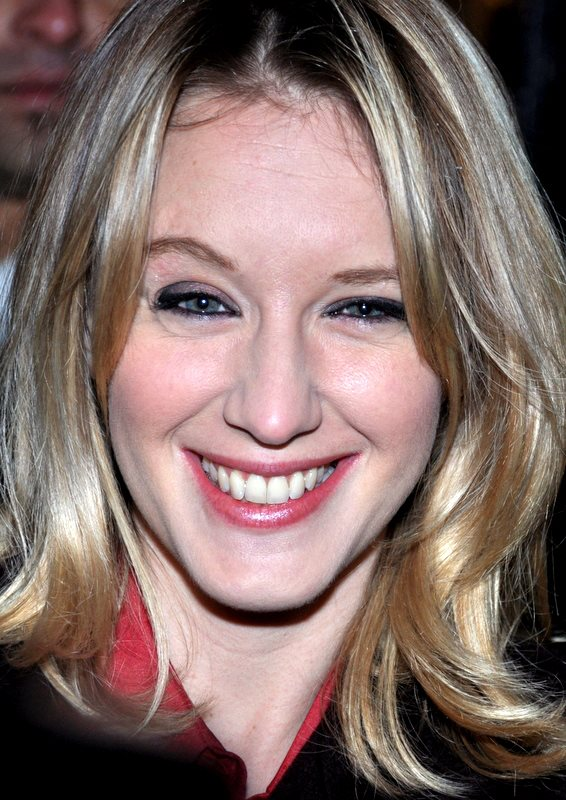
Ludivine Sagnier
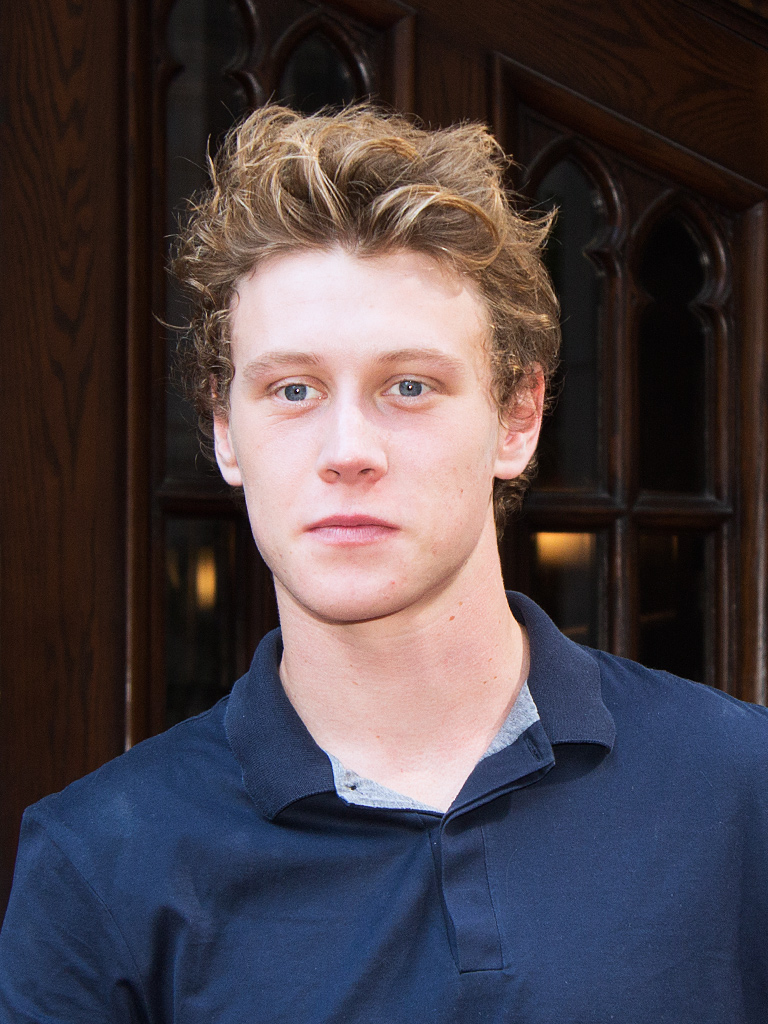
George MacKay
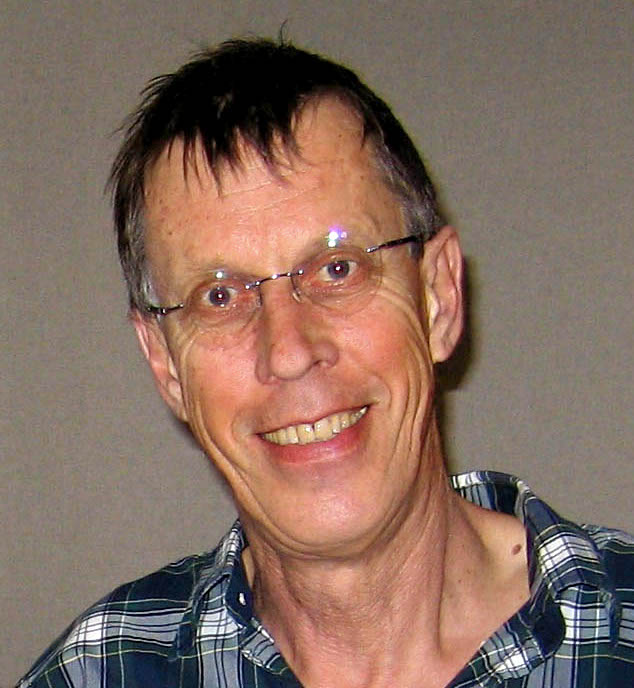
Bruce Spence
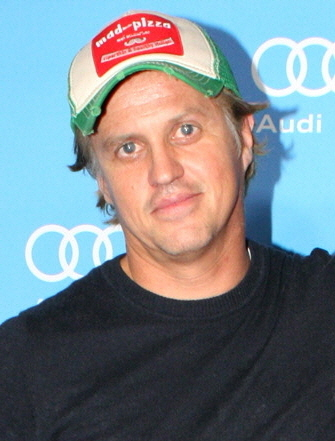
Daniel Wyllie
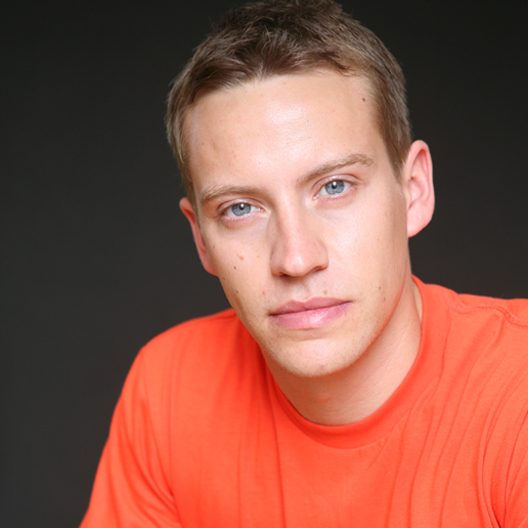
Jacob Tomuri
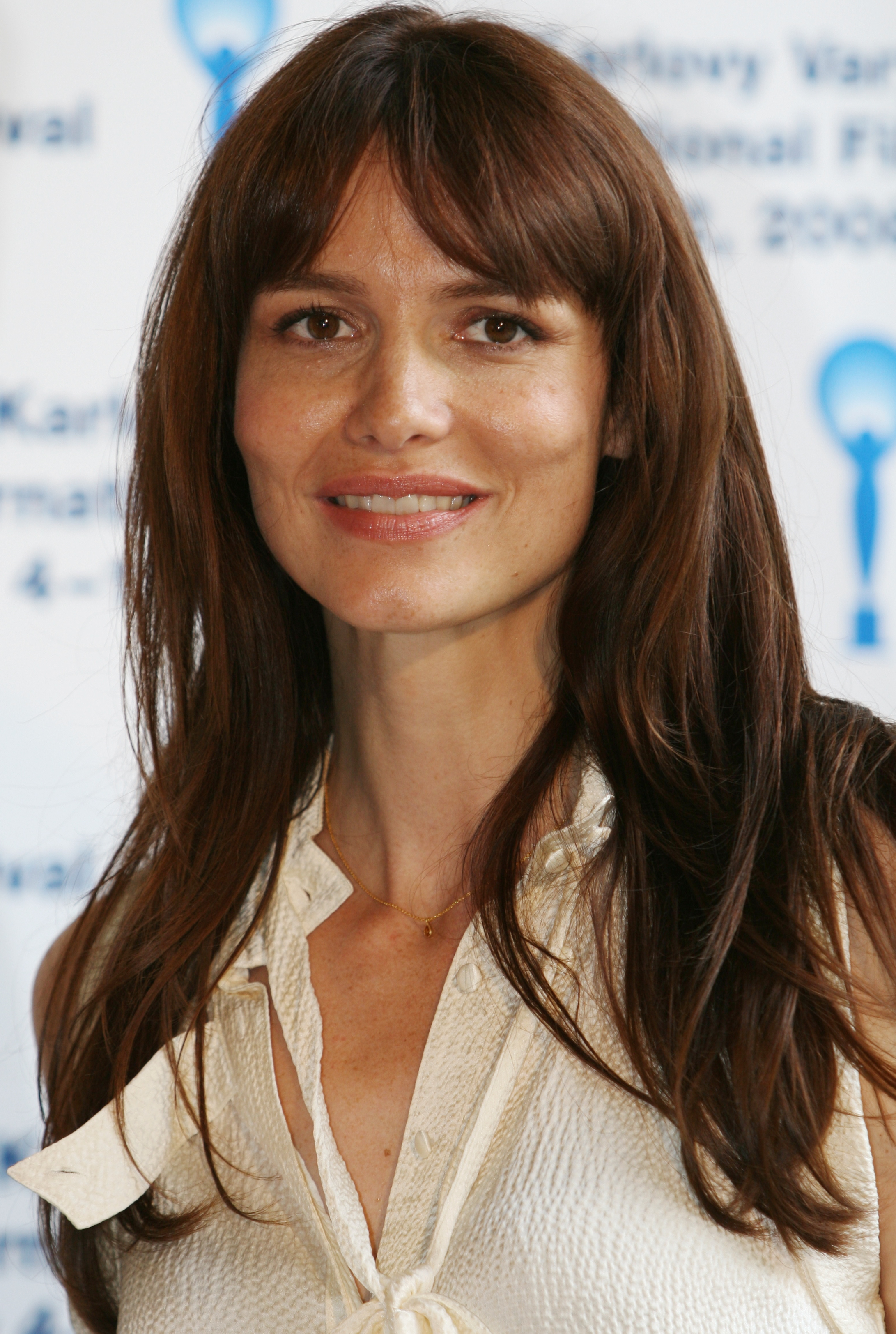
Saffron Burrows

## Autour du film
- Pour le rôle de Lily la Tigresse, les réalisateurs sont allés au Canada chercher une véritable Autochtone ; la tirade qu'elle débite à Monsieur Mouche est dite en langue iroquoise.
- La technique utilisée par Peter Pan pour voler est très inhabituelle : Jeremy Sumpter a dû utiliser une machine lui permettant de faire tous les mouvements normaux (en Blue-key) tout en restant en l'air. Pour cela, il a dû suivre environ neuf mois d'entraînement pour renforcer son dos et pouvoir rester à l'horizontale. Il a aussi suivi de longs cours d'escrime.
- La forêt du Pays imaginaire est totalement réalisée en studio.
- Les sirènes se sont fait maquiller et habiller pendant six heures avant de tourner leur scène de quatre minutes.
- La scène du jeu d'ombre de Peter Pan avec Tante Millicent a été rajoutée lorsque Jeremy Sumpter s'est trompé en faisant un mouvement.
- La fée Clochette était d'abord entièrement numérique, puis le réalisateur a rencontré Ludivine Sagnier qu'il a trouvé parfaite pour le rôle. La plupart des plans avec elle sont un montage où uniquement le haut du corps (ou la tête) est réel.
- Jeremy Sumpter a commencé sa puberté pendant le tournage du film (il a l'air plus jeune au début du film qu'à la fin) ; les réalisateurs ont utilisé des effets spéciaux pour que sa poussée de croissance ne paraisse pas, et la fenêtre derrière laquelle on le voit dans plusieurs scènes a due être refaite et agrandie plusieurs fois.
- Le frère cadet de Rachel Hurd-Wood a joué aux côtés de sa sœur : il joue l’un des 3 enfants endormis pendant la scène où le Monde entier clame que les fées existent.
- Une scène finale coupée au montage et inachevée montre Wendy Darling devenue adulte (interprétée par Saffron Burrows, la narratrice) qui surprend Peter Pan revenir par la fenêtre plusieurs années après l'histoire. Le jeune garçon, triste que Wendy soit devenue une femme mariée et une mère, découvre cependant que dans le lit de la chambre dort une petite fille, Jane, la fille de Wendy. Après des présentations, Peter fait appel à Clochette et emmène Jane en s'envolant par la fenêtre pour lui faire découvrir le Pays Imaginaire[1]sous les yeux de Wendy.
- Respectant la tradition théâtrale, c'est le même acteur qui interprète le Capitaine Crochet et George Darling, ici Jason Isaacs[2],[3]. Comme dans le film de Disney de 1953 où les deux personnages sont doublés par le même acteur.